# هیرومیتسو کیتایاما
هیرومیتسو کیتایاما (انگلیسی: Hiromitsu Kitayama؛ زادهٔ ۱۷ سپتامبر ۱۹۸۵) موسیقی‌دان اهل ژاپن است.